# MTV Lietuva & Latvija
MTV Литва и Латвия (латыш. MTV Lietuva & Latvija) — бывший музыкально-развлекательный телеканал, являлся сетью MTV Networks Europe. 
4 сентября 2006 года в 22:00 часа по Восточноевропейскому времени канал MTV Latvija начал свою работу. Вещание открыло видео Justice vs. Simian - «We Are Your Friends». Лицами канала MTV Latvija стали VJ's - Жанете Скаруле (латыш. Žanete Skarule), Микс Озолиньш (латыш. Miks Ozoliņš), которые ведут шоу: MTV Supermercado, Baltic Top 20, Dance Floor Chart, European Top 20. В программе канала присутствуют как передачи сделанные в Латвии, так и всемирно известные шоу. Доля местного контента составляет около 10%. 
18 ноября 2009 года телеканал прекратил вещание и был заменён на MTV Europe.

## Изменение формата
В сентябре 2006 года MTV Networks Europe запустила отдельные каналы MTV в Литве (MTV Lietuva) и Латвии (MTV Latvija). Оба канала транслировали местный и международный контенты. Из-за глобальной рецессии и ее влияния на Латвию MTV Networks Baltic объединила оба канала для формирования в «MTV Lietuva & Latvija», этот канал работал в обозримом будущем до тех пор, пока экономический кризис не был исправлен. MTV Lietuva & Latvija и MTV Estonia прекратили свою деятельность 18 ноября 2009 года и были заменены MTV Europe.

## Внешние ссылки
- MTV Europe — Официальный сайт